# Jar of Hearts
Jar of Hearts es una canción escrita por la cantante estadounidense y estrella de YouTube Christina Perri. La canción fue lanzada en julio de 2010 en iTunes.
La canción se enlistó en Estados Unidos y Canadá en los números 63 y 54 respectivamente, vendiendo un total de 47 500 descargas en su primera semana. Vendió ahora más de 4 000 000 de descargas.

## Historia
La canción es una balada sobre una persona que hirió a Christina. En el coro, Perri repite: "¿Quién te crees que eres? Estando alrededor, dejando cicatrices, coleccionando un frasco de corazones."
Tras su lanzamiento de la canción, Perri explicó el porqué y el cuándo de su composición, diciendo:
"Escribí la canción después de que fui a Filadelfia para las vacaciones en diciembre. Me senté en la habitación de mi infancia y me escondí de un chico (sobre el que trata la canción) que quería verme. Mi corazón quería verlo, mi cabeza sabía que no era lo correcto."

## Promoción
Perri ha presentado la canción en vivo en So You Think You Can Dance y The Early Show en CBS. También la presentó en The Tonight Show with Jay Leno el 29 de junio de 2010, reemplazando a Stone Temple Pilots quienes no pudieron llegar al show.

## Lanzamiento
La canción fue agregada a la cuenta de YouTube de Christina el 30 de junio de 2010 y fue lanzada en iTunes en julio.

## Vídeo musical
El vídeo musical se estrenó el 13 de septiembre de 2010 en el canal de YouTube. Muestra a un hombre con muchas mujeres, inhalando una niebla como "corazones" a través de los besos. Al final, las mujeres se congregan para atacarlo. Después que es derrotado por las mujeres, se une a Perri quien inhala lo que parece ser su corazón fuera de él y se cae al suelo, presumiblemente muerto.
El vídeo muestra a Allison Holker y Kathryn McCormick.

## Charts
| Chart (2010-2011)                           | Posición peak |
| ------------------------------------------- | ------------- |
| Australia (ARIA)                            | 2             |
| Bélgica (Flandes) (Ultratip Bubbling Under) | 28            |
| Canadá (Canadian Hot 100)                   | 21            |
| Ireland (IRMA)                              | 23            |
| Países Bajos (Mega Single Top 100)          | 79            |
| Escocia (Scottish Singles Sales Chart)      | 26            |
| Reino Unido (UK Singles Chart)              | 17            |
| Estados Unidos (Billboard Hot 100)          | 17            |
| Estados Unidos (Adult Contemporary)         | 13            |
| Estados Unidos (Adult Top 40)               | 4             |
| Estados Unidos (Latin Pop Airplay)          | 39            |
| Estados Unidos (Mainstream Top 40)          | 15            |

## Certificación
| Región (proveedor)    | Certificación (es) ventas |
| --------------------- | ------------------------- |
| Estados Unidos (RIAA) | 4× Platino                |
| Canadá (CRIA)         | Oro                       |
| Australia (ARIA)      | Platino                   |

## En la cultura popular
- En mayo de 2011, "Jar of Hearts" fue realizado en Glee. La canción fue cantada por Lea Michele, quien retrata el personaje de Rachel Berry, en el episodio "Prom Queen".[23]

- "Jar of Hearts" fue tocada en "It's Alive" de la serie Pretty Little Liars.[24]

- "Jar of Hearts" fue utilizado en Switched at Birth (Temporada 1, Episodio 4 ""Dance Amongst Daggers") y The Client List (Temporada 1, Episodio 10 "Past Is Prologue").

- En julio de 2011, Fitzy & Wippa, de la estación de radio australiana Nova hizo una parodia de la canción "Jar of Hoons".[25]

- El 6 de septiembre de 2011, la canción fue cantada por Ronan Parke.[26]

- El 8 de octubre de 2011, la canción fue versionada por Craig Colton, uno de los finalistas en directo en la versión británica de The X Factor.

- El 2 de noviembre de 2011, la canción fue versionada por Josh Krajcik, uno de los finalistas en vivo en la temporada 1 de la versión Estadosunidense The X Factor.

- El 23 de abril de 2012, la canción fue versionada por Katrina Parker, miembro del equipo de Adam Levine en la temporada 2 de The Voice.

- A finales de mayo/principios de junio de 2012, la canción fue utilizada en promos para la nueva temporada de Drop Dead Diva.

- A finales de 2012, el vocalista de la banda de rock Three Days Grace, Adam Gontier escuchado esta canción como una repetición de su "Special Tour Club" en apoyo de su más reciente álbum de Transit of Venus.

- El 17 de junio de 2012 la cantante y actriz Jennifer Love Hewitt interpretó esta canción para el final de temporada de The Client List.

- 2013, el DJ Dash Berlin tiene su propia versión de la canción junto con la cantante Christina Novelli. Junto con un video que se estrenó el 5 de septiembre de 2013.